# 大唐街道
大唐街道是中国浙江省诸暨市下辖的一个乡镇级行政单位，位于浙江省中部、诸暨市西南部。2019年6月，根据浙政函[2019]64号文件，由原大唐镇和草塔镇合并组建而成。面积138.0平方千米，户籍人口7.66万，辖7个社区、1个居民区和28个行政村。街道办事处驻开元东路75号。区划代码为330681005。
所辖原大唐镇是诸暨市的经济重镇，综合实力位列全国百强，浙江省十强，是国家小城镇建设试点镇、现代示范镇、全国村镇建设先进镇、国家卫生镇、中国袜子名镇。全镇面积为53.8平方公里，其中城镇建成区面积8平方公里。

## 行政区划
辖7个社区、1个居民区和28个行政村：
兴塘社区、雍平社区、盛唐社区、开元社区、轻纺城社区、中兴社区、箭路村、黎明村、路西新村、柱山村、柱嵩村、柱峰村、里蒋村、银杏村、马店新村和冠山村。

## 经济数据
2009年，大唐镇实现地区生产总值41亿元，人均GDP2万多美元，工农业总产值238亿元，其中工业产值236亿元，财政收入3.4亿元，农民人均收入24683元。